# 賢憬
賢憬（けんけい、和銅7年（714年） - 延暦12年11月8日（793年12月15日））は、奈良時代の法相宗の僧。俗姓は荒田井氏。尾張国の出身。賢璟（けんきょう）とも称される。尾張僧都あるいは尾張大僧都とも呼ばれた。
興福寺の宣教に師事して唯識法相を学ぶ一方で苦業練行を重ね、天平15年（743年）正月に「師主元興寺賢璟」として同族の子麻呂を優婆塞に貢進推挙した。754年（天平勝宝6年）唐の僧鑑真を難波に迎え、翌755年（天平勝宝7歳）には旧戒を破棄して鑑真から具足戒を受けた。758年（天平宝字2年）には唐招提寺に一切経420巻を奉納している。774年（宝亀5年）に律師に任じられている。宝亀9年（778年）頃に大和国室生山で延寿法を修して山部皇太子（後の桓武天皇）の宿痾を治したために、後に桓武天皇の深い信頼を得た。780年（宝亀11年）多度大社神宮寺に三重塔を建立、また宝亀年間（770年－780年）には室生寺を創建している。784年（延暦3年）大僧都に任じられる。延暦4年（785年）4月の最澄の戒牒や『多度神宮寺伽藍縁起並資財帳』に、ともに僧綱の一人として署名した。793年（延暦12年）遷都を行うにあたって遷都先の地を選ぶ際、山背（山城）の地に派遣されている。その際、比叡山文殊堂供養で導師をつとめている。同年11月8日に80歳で没した。
高い学識で知られ、大安寺戒明が入唐求法で請来した「釈摩訶衍論」を調べてこれを偽書と判定し、最澄と会津の徳一との論争に影響を与えた。多くの弟子がいたが、その中でも修円・明福は有名である。